# 高山波多鼠
高山波多鼠（Isolobodon montanus）是一種已滅絕的硬毛鼠。牠們是在多米尼加共和國和海地被發現的。